# Chaetodon adiergastos

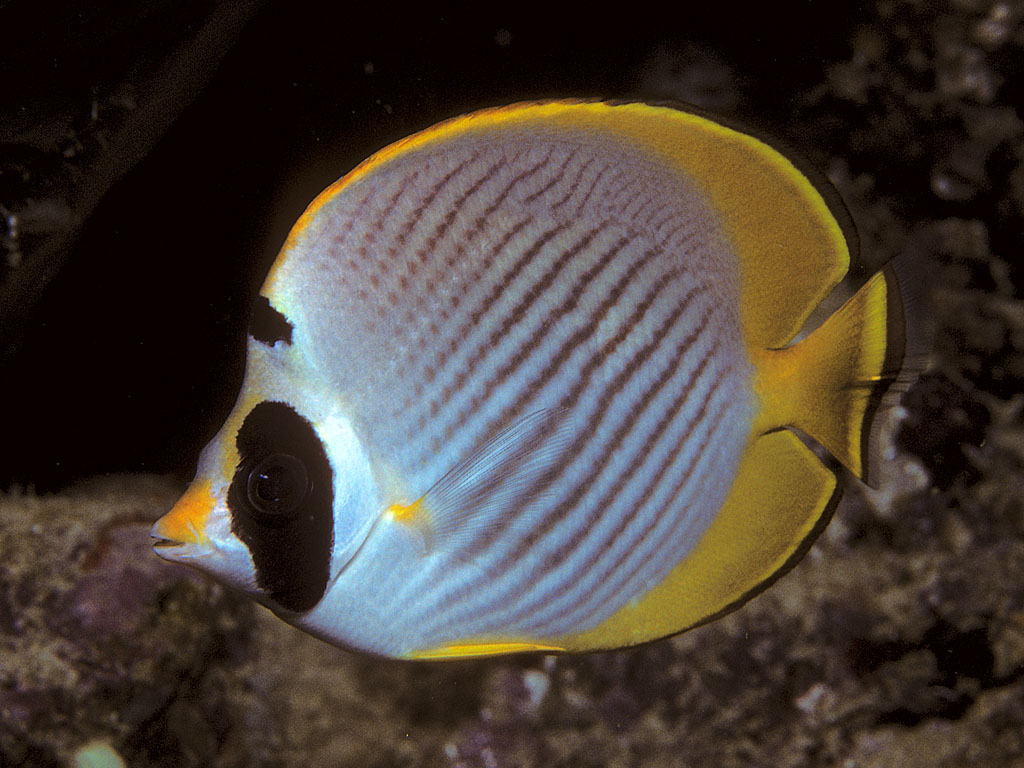
C. adiergastos en Pemuteran, Bali, Indonesia

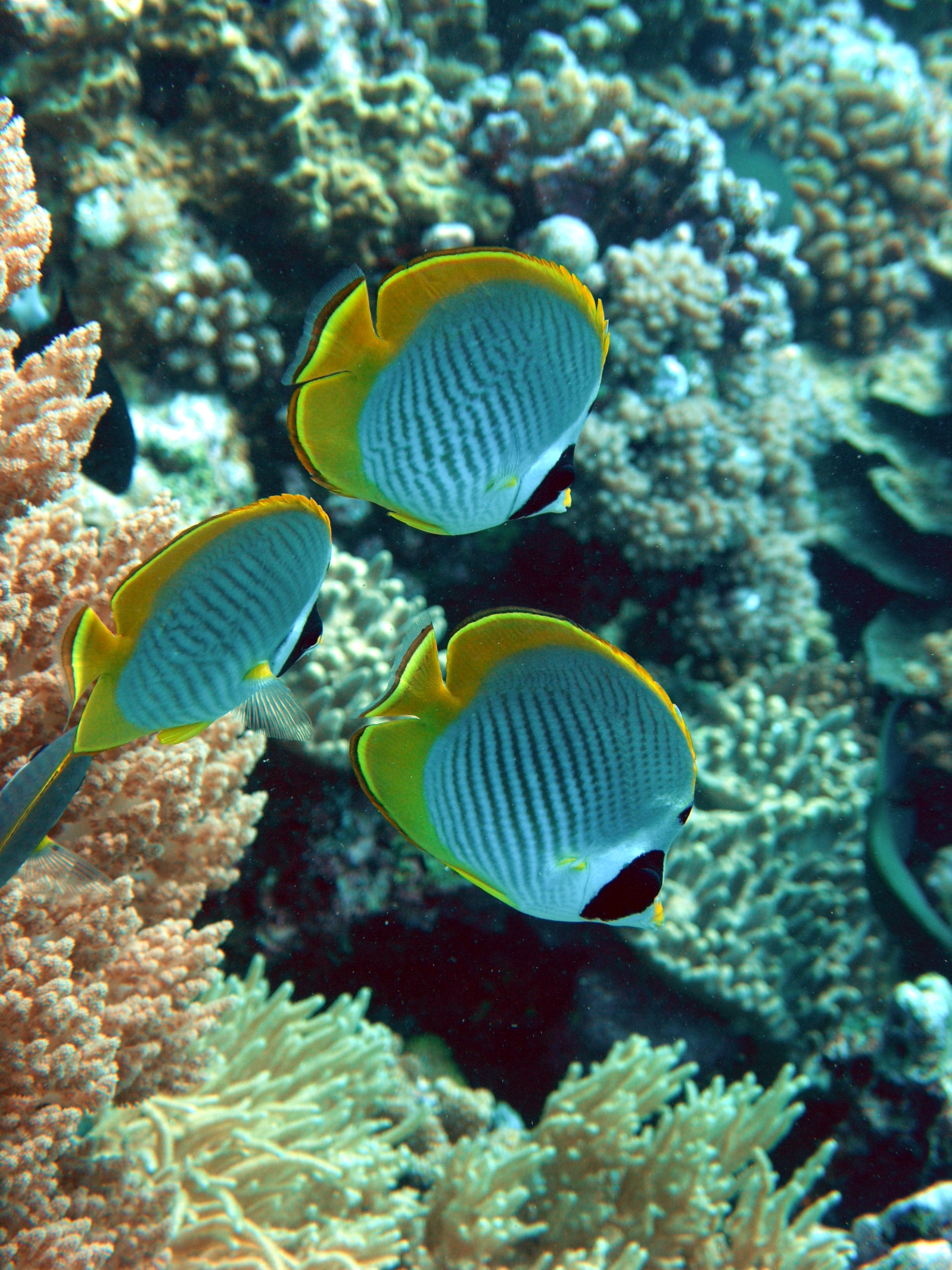
C. adiergastos en isla Spratly

Chaetodon adiergastos es una especie de pez mariposa marino, perteneciente al género Chaetodon, de la familia Chaetodontidae. 
Su nombre común en inglés es Philippine butterflyfish, o pez mariposa de Filipinas. Su rango de distribución está en el Pacífico oeste, y es una especie generalmente común, y con poblaciones estables.

## Morfología
Posee la morfología típica de su familia, cuerpo ovalado, semi-rectangular con las aletas extendidas, y comprimido lateralmente. 
La coloración general del cuerpo es blanca, con líneas diagonales marrones en los lados. Tiene una amplia mancha negra en la cara, que le cubre el ojo. Las aletas dorsal, anal y caudal son amarillas, con el margen negro. Las pélvicas son también amarillas.
Tiene 12 espinas dorsales, entre 23 y 26 radios blandos dorsales, 3 espinas anales, y entre 18 y 21 radios blandos anales.
Alcanza los 20 cm de largo.

## Hábitat y distribución
Especie asociada a arrecifes, donde se les ve a menudo cerca de coral blando. Normalmente ocurren en parejas, y en pequeños grupos, es una especie no migratoria. Los juveniles ocurren solitarios en áreas protegidas y soleadas, así como en estuarios.
Su rango de profundidad está entre 1 y 30 metros.
Se distribuye en aguas tropicales del océano Indo-Pacífico. Es especie nativa de Australia, Filipinas, Indonesia, Japón, Malasia, Palaos, Singapur y Taiwán.

## Alimentación
Es una especie omnívora, y se alimenta, de corales, cangrejos, gusanos y pequeños invertebrados marinos.

## Reproducción
Son dioicos, o de sexos separados, ovíparos, y de fertilización externa. El desove sucede antes del anochecer. Forman parejas durante el ciclo reproductivo, pero no protegen sus huevos y crías después del desove.